# VM i bandy 1987
Verdensmesterskabet i bandy 1987 var det 15. VM i bandy gennem tiden, og mesterskabet blev arrangeret af International Bandy Federation. Turneringen havde deltagelse af fem hold og blev afviklet i byerne Stockholm, Göteborg, Katrineholm, Köping, Motala, Örebro, Trollhättan, Skövde, Kungälv, Lidköping og Vänersborg i Sverige i perioden 31. januar – 8. februar 1987.
Mesterskabet blev vundet af værtslandet Sverige efter finalesejr over Finland på 7-2. Det var Sveriges tredje VM-titel gennem tiden, mens Finland dermed vandt sølv for tredje gang gennem tiden men for første gang siden 1967. Bronzemedaljerne gik til de forsvarende mestre fra Sovjetunionen, som besejrede Norge med 11-3 i bronzekampen, og som dermed endte uden for top 2 for første gang nogensinde.

## Resultater

### Indledende runde
De fem hold spillede først en indledende runde alle-mod-alle. Sejre gav 2 point, uafgjorte 1 point, mens nederlag gav 0 point. De to bedste hold kvalificerede sig til VM-finalen, mens nr. 3 og 4 gik videre til bronzekampen.
| Dato  | Kamp                    | Res.  | Spillested  |
| ----- | ----------------------- | ----- | ----------- |
| 31.1. | Sverige – USA           | 12–00 | Vänersborg  |
| 31.1. | Norge – Finland         | 2–7   | Göteborg    |
| 1.2.  | Sovjetunionen – USA     | 21–10 | Skövde      |
| 1.2.  | Sverige – Finland       | 8–2   | Lidköping   |
| 3.2.  | Finland – Sovjetunionen | 4–2   | Kungälv     |
| 3.2.  | Sverige – Norge         | 8–1   | Trollhättan |
| 5.2.  | Norge – USA             | [ 1 ] | Örebro      |
| 5.2.  | Sverige – Sovjetunionen | 3–2   | Motala      |
| 6.2.  | Norge – Sovjetunionen   | 4–8   | Köping      |
| 6.2.  | Finland – USA           | 10–00 | Katrineholm |

| Plac. | Hold          | Kampe | + Mål − | Point |
| ----- | ------------- | ----- | ------- | ----- |
| 1.    | Sverige       | 4     | 31-50   | 8     |
| 2.    | Finland       | 4     | 23-12   | 6     |
| 3.    | Sovjetunionen | 4     | 33-12   | 4     |
| 4.    | Norge         | 4     | 0011-24 | 2     |
| 5.    | USA           | 4     | 0002-47 | 0     |

### Finalekampe
| Dato       | Kamp                  | Resultat | Spillested |
| ---------- | --------------------- | -------- | ---------- |
| Bronzekamp |                       |          |            |
| 8.2.       | Sovjetunionen – Norge | [ 3 ]    | Stockholm  |
| Finale     |                       |          |            |
| 8.2.       | Sverige – Finland     | 7–2      | Stockholm  |